# V379 Большого Пса
V379 Большого Пса (лат. V379 Canis Majoris) — одиночная переменная звезда в созвездии Большого Пса на расстоянии (вычисленном из значения параллакса) приблизительно 6316 световых лет (около 1936 парсеков) от Солнца. Видимая звёздная величина звезды — от +12,1m до +11m.

## Характеристики
V379 Большого Пса — красная пульсирующая полуправильная переменная звезда типа SRB (SRB) спектрального класса M6.